# Automatic Writing
Automatic Writing – album zespołu Ataxia wydany w 2004 roku. Grupa początkowo nagrała 10 utworów trwających łącznie ponad 80 minut, wydano jednak ten materiał na dwóch oddzielnych płytach. Pozostałe 5 piosenek umieszczono na albumie AW II.

## Spis utworów
1. "Dust" – 8:56
2. "Another" – 6:22
3. "The Sides" – 6:45
4. "Addition" – 10:15
5. "Montreal" – 12:24